# 2012 VP113

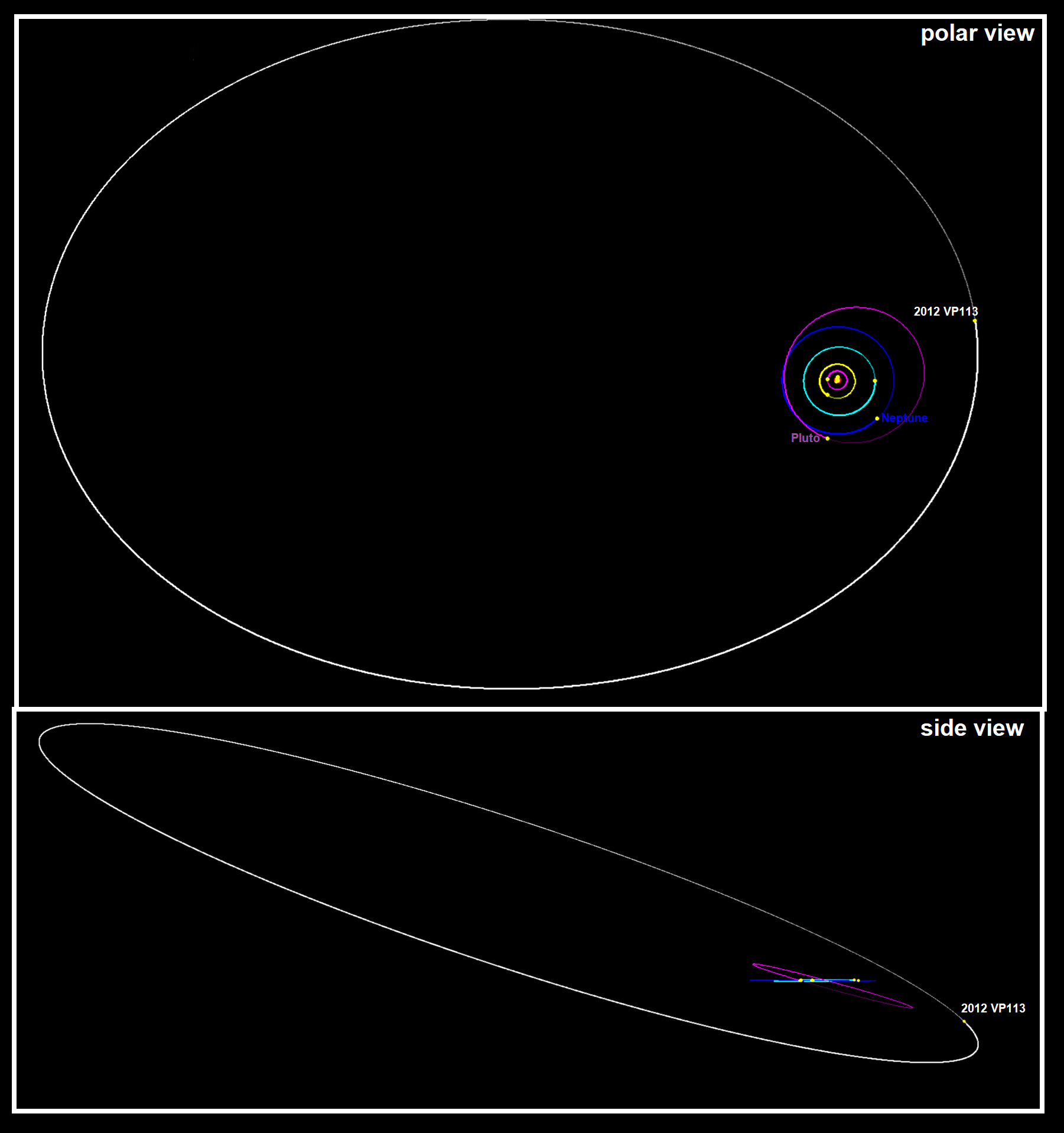
Baan

2012 VP113 is een Sednoïde ontdekt door Scott Sheppard, Chad Trujillo en het Cerro Tololo Inter-American Observatory op 26 maart 2014. Het object heeft het grootste bekende perihelium: circa 80,6 AE.
Het is onbekend hoe 2012 VP113 in een baan zo ver buiten de Kuipergordel verzeild is geraakt. Net als bij Sedna denkt men dat het afkomstig is uit de binnenste Oortwolk.